# Set-Peribsen
Set-Peribsen (Set, Nada Svih Srca) je bio faraon 2. dinastije koji je vladao sedamnaest godina; obično se smatra 6. faraonom te dinastije, a naslijedio je nekog Senedža, koji je bio vrlo misteriozan te se o njemu malo zna. Set-Peribsen je sahranjen u Umm el-Qa'abu u Abidu, gdje otisak pečata sadrži prvu punu rečenicu napisanu na hijeroglifima. Njegove grobne stele (od kojih je jedna sada izložena u Britanskom muzeju) pokazuju ga nalik na boga Seta umjesto nalik na Horusa, pa je to jedan od dokaza u prilog tome da kralj nije vladao cijelim područjem Egipta. Postoji rasprava o tome da li je Peribsena naslijedio Sekemib-Perenmaat ili je riječ o jednoj te istoj osobi za koju su korištena različita imena (što bi moglo objasniti prisutstvo stvorenja nalik na Seta u njegovu imenu).

## Ime
Ovo je bilo prvi put u povijesti, da neki faraon nosi u svom imenu Setovo ime. Set je bog zla i kaosa, ubojica dobrog boga Ozirisa, te neprijatelj svog nećaka Horusa, koji se utjelovljuje u svakom faraonu. Zato se Setovo ime izbjegavalo koristiti; njemu su bili posvećeni crvenokosi ljudi. 
Prije ovog faraona, jedina poznata osoba sa Setovim imenom bila je kraljica Tarset, žena Anedžiba. 
Peribsen znači "nada svih srca", pa se Set-Peribsen može prevesti kao "Set, Nada Svih Srca"; dakle, sam faraon utjelovljuje zlog Seta, koji ovdje nije zao već je upravo suprotno: zbog svoje je dobrote on nada svih srca. Bog Set je dvolično božanstvo; ubio je svog brata Ozirisa, ali je koristan jer brani Raa, boga Sunce, od zmije Apopa, pa su ga zato zvali i veličanstvenim ratnikom te tada zaboravljali na njegovu mračnu stranu. 
Na pečatima iz Abida i Elefantine, bog Aš je jače naglašen u imenu ovog kralja, pa mu se ime zato čita i kao "Aš-Peribsen". Aš je bog oaza i vinograda. 
Postoje mnoge teorije o Peribsenovu porijeklu, a većina njih ili podržava ili opovrgava tezu da je nasljednik Peribsena bio Sekemib-Perenmaat, jer je to možda jednostavno drugo ime za Seta-Peribsena. 

## Vladavina
Peribsen je naslijedio Senedža, koji mu je vjerojatno bio otac. 
U Peribsenovo doba Egiptom vladala je strašna suša, a razina vode Nila bijaše vrlo niska. Suša je izazvala krizu, što je dovelo do nereda; nasljednici Ninečera - Ueneg, Senedž i Peribsen - podijelili su kraljevstvo u dvije polovice, pa se zato smatra da je Peribsen ustvari vladao Gornjim Egiptom, a Senedž Donjim. To potvrđuje natpis koji Senedža naziva "strašnim kraljem Donjeg Egipta".  
Peribsenova državna politika imala je veliki utjecaj na upravljanje državom. Pečati birokrata iz Abida i Elefantine, kao i ostaci posuda, svjedoče da su državni službenici nazivani "upraviteljima juga" i "odanim povjerenicima kralja Gornjeg Egipta". Pošto Peribsen nije imao utjecaja u Donjem Egiptu, on je svoje interese usmjerio na širenje kraljevstva na jug, preko granice kod Elefantine.
Peribsena je naslijedio stanoviti kralj Sekemib-Perenmaat, ili možda Kasekemui. Maneton spominje da je nakon Peribsena vladao neki Sendži, a tu je još i teorija da je Peribsenov nasljednik bio Kasekem. 

## Religija
Prije Peribsena, u Egiptu su se štovali mnogi bogovi. Do izražaja je prvo došla božica rata Neit (njezino se ime nalazi u mnogim kraljevskim imenima 1. dinastije). Horus-Aha, sin ujedinitelja Egipta, prozvao se po Horusu. Raneb je prvi koji se prozvao po Rau. Peribsen je prvi sebe nazvao po Setu, zlom bogu, ali i ratniku. 
Na artefaktima iz Abida i Elefantine koji pripadaju Peribsenu prikazani su Aš, Ra, Bastet i Min. Logično je isticanje Raa i Bastet, omiljene mačke, te bogova plodnosti, Aša i Mina. 
Peribsen je Setu, svom omiljenu bogu, podigao hram na Elefantini. 

## Vanjske poveznice
|  | Zajednički poslužitelj ima još gradiva o temi Set-Peribsen |

- Sekemib/Set-Peribsen
- Peribsen